# Felix Slavik
Felix Slavik (* 3. Mai 1912 in Wien; † 6. Oktober 1980 ebenda) war ein österreichischer Politiker der Sozialistischen bzw. heute: Sozialdemokratischen Partei Österreichs.

## Leben
Felix Slavik erlernte den Beruf des Feinmechanikers in den Jahren 1926 bis 1929 an der Fortbildungsschule für Maschinenbau und übte ihn bis zum Ende des Zweiten Weltkrieges aus. Ab 1925 war er in der sozialistischen Jugend politisch aktiv, 1926–1929 Schulreferent der Metallarbeiter-Jugend. Nach Etablierung des klerikal autoritären Ständestaats betätigte sich Slavik 1934 in der illegalen Bewegung Revolutionäre Sozialisten Österreichs. Er geriet deswegen 1935 in Polizeihaft und ins Anhaltelager Wöllersdorf. Von November 1939 bis Dezember 1943 war Slavik auch im NS-System aus politischen Gründen inhaftiert. Nach seiner Entlassung stieß er zur Widerstandsgruppe O5. Zeitweise arbeitete er auch in einer Weberei. Gegen Kriegsende in den Jahren 1943 bis 1945 war er als Magazineur tätig.
Nach Beendigung des Krieges begann die politische Laufbahn von Felix Slavik. 1945 / 1946 war er in Wien amtsführender Stadtrat für das Wohnungswesen (siehe Landesregierung und Stadtsenat Körner I), 1946 wurde er vom Land Wien in den Bundesrat entsandt und 1949 wurde er als SPÖ-Kandidat in den Nationalrat gewählt. Diese Funktion hatte Felix Slavik bis 1957 inne.
Felix Slavik war von 1957 an fast zwölf Jahre lang Finanzstadtrat und Vizebürgermeister (siehe Landesregierung und Stadtsenat Jonas II, Jonas III, Jonas IV, Marek I und Marek II). Am 21. Dezember 1970 wurde er dann zum neuen Bürgermeister der Stadt gewählt (siehe Landesregierung und Stadtsenat Slavik).

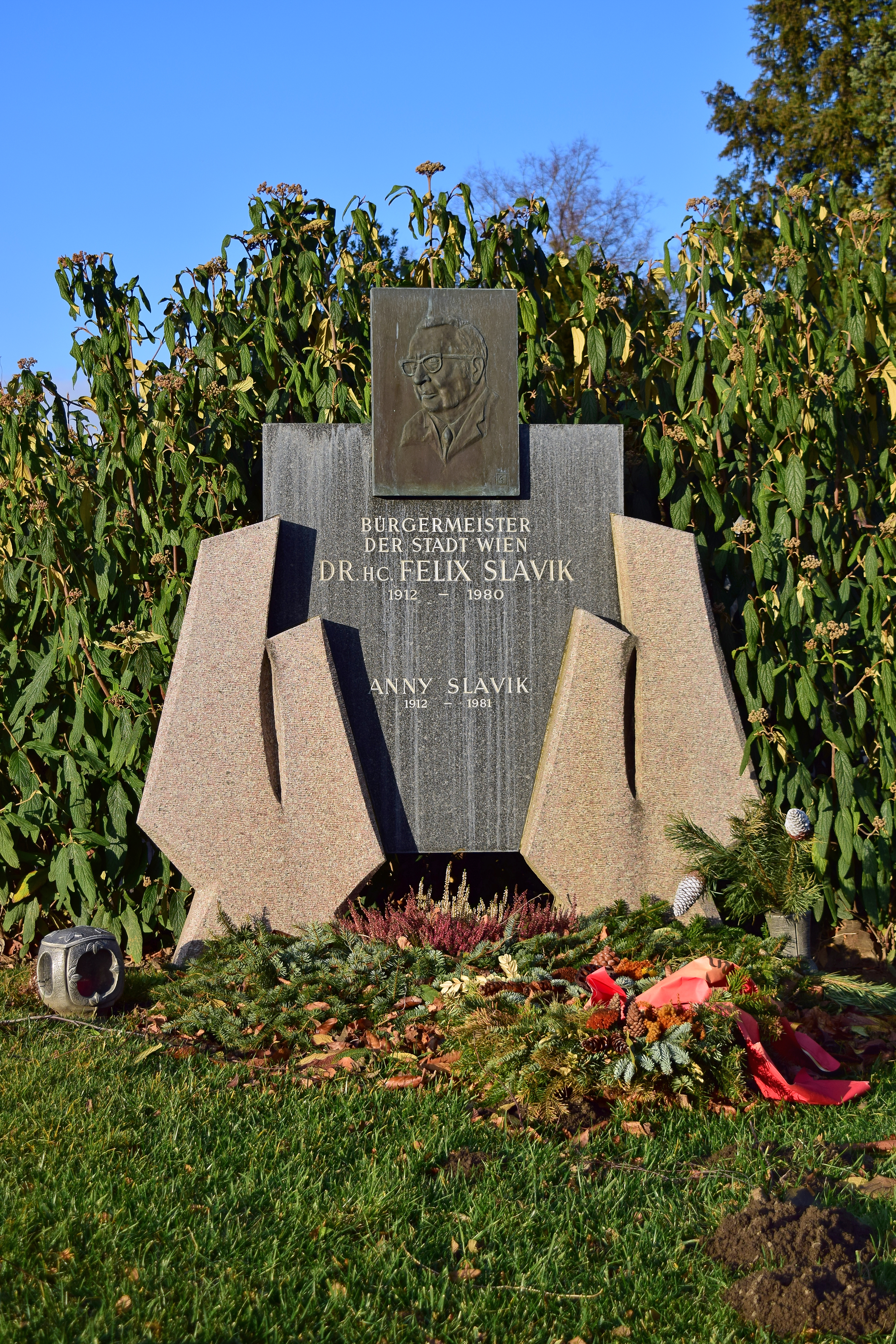
Ehrengrab auf dem Wiener Zentralfriedhof

Seit dem Ende der 1950er-Jahre trat er lange gegen einen U-Bahn-Bau in Wien ein und favorisierte das Einschienen-System der Alweg-Bahn, das sich aber in Europa nirgends durchsetzte. Großes mediales Aufsehen erregte Slaviks am 2. September 1972 beim Forum Alpbach getroffene Aussage, er sei ein „absoluter Gegner der Gürtel- wie der Donaukanalautobahn“, womit Slavik de facto die einschlägigen Planungen der 1960er Jahre zu Grabe trug. Felix Slavik trat bereits nach drei Jahren als Bürgermeister zurück, da er bei den am 2. Juni 1973 durchgeführten Wahlen in den Parteivorstand der Wiener SPÖ nur eine Zweidrittelmehrheit erhalten hatte. Mitentscheidend für diese parteiinterne Vertrauenskrise waren die anhaltende Kritik an Slavik in den Medien, sowie die Tatsache, dass sich Slavik anlässlich der Volksbefragung über die Verbauung des Sternwarteparks in Währing auf der Verliererseite engagiert hatte.
Er starb 1980 und wurde in einem Ehrengrab auf dem Wiener Zentralfriedhof (Gruppe 14 C, Nummer 58 A) beigesetzt. In Wien-Floridsdorf (21. Bezirk) ist die Felix-Slavik-Straße nach ihm benannt.

## Auszeichnungen
- 1962: Großes Goldenes Ehrenzeichen mit dem Stern für Verdienste um die Republik Österreich
- 1969: Großes Goldenes Ehrenzeichen für Verdienste um das Land Wien mit dem Stern
- 1975: Großes Silbernes Ehrenzeichen am Bande für Verdienste um die Republik Österreich
- Großes Verdienstkreuz des Verdienstordens der Bundesrepublik Deutschland mit dem Stern